# Grady Sizemore
Grady Sizemore III (ur. 2 sierpnia 1982) – amerykański baseballista, który występował na pozycji zapolowego.

## Przebieg kariery
W czerwcu 2000 został wybrany w trzeciej rundzie draftu przez Montreal Expos, jednak występował jedynie w klubach farmerskich tego zespołu. W czerwcu 2002 w ramach wymiany zawodników przeszedł do Cleveland Indians, w którym zadebiutował 21 lipca 2004 w meczu przeciwko Chicago White Sox. 24 września 2006 w spotkaniu z Texas Rangers zdobył pierwszego w karierze inside-the-park home runa. W tym samym roku po raz pierwszy zagrał w Meczu Gwiazd oraz zaliczył najwięcej w MLB runów (134) i double'ów (53).
25 sierpnia 2008 w meczu z Detroit Tigers zdobywając 30. home runa w sezonie, został 32. zawodnikiem w historii MLB, który został członkiem Klubu 30-30. W 2009 został powołany do reprezentacji Stanów Zjednoczonych na marcowy turniej World Baseball Classic, jednak nie wystąpił z powodu kontuzji odniesionej podczas meczu spring training. W styczniu 2014 został zawodnikiem Boston Red Sox, w którym rozegrał 52 mecze.
W czerwcu 2014 podpisał niegwarantowany kontrakt z Philadelphia Phillies. Po występach w Lehigh Valley IronPigs z Triple-A 11 lipca 2014 został przesunięty do 40-osobowego składu Phillies i dwa tygodnie później w meczu przeciwko Arizona Diamondbacks zaliczył 1000. uderzenie w MLB.
W czerwcu 2015 podpisał kontrakt jako wolny agent z Tampa Bay Rays.

## Nagrody i wyróżnienia
| Nagroda/wyróżnienie  | Lata             | Źródło |
| 3× All-Star          | 2006, 2007, 2008 | [ 1 ]  |
| 2× Gold Glove Award  | 2007, 2008       | [ 1 ]  |
| Silver Slugger Award | 2008             | [ 1 ]  |
| 30–30 club           | 2008             | [ 4 ]  |